# Epirrhoe limbopunctata
Epirrhoe limbopunctata är en fjärilsart som beskrevs av George Duryea Hulst 1902. Epirrhoe limbopunctata ingår i släktet Epirrhoe och familjen mätare. Inga underarter finns listade i Catalogue of Life.